# NGC 7585
NGC 7585 = Arp 223 ist eine Linsenförmige Galaxie vom Hubble-Typ S0/a im Sternbild Wassermann auf der Ekliptik. Sie ist schätzungsweise 163 Millionen Lichtjahre von der Milchstraße entfernt und hat einen Durchmesser von etwa 110.000 Lichtjahren.
Im selben Himmelsareal befinden sich u. a. die Galaxien NGC 7576 und NGC 7592.
Halton Arp gliederte seinen Katalog ungewöhnlicher Galaxien nach rein morphologischen Kriterien in Gruppen. Diese Galaxie gehört zu der Klasse Galaxien mit amorphen Spiralarmen.
Das Objekt wurde am 20. September 1784 vom deutsch-britischen Astronomen William Herschel entdeckt.